# Écourt-Saint-Quentin
Écourt-Saint-Quentin è un comune francese di 1 771 abitanti situato nel dipartimento del Passo di Calais nella regione dell'Alta Francia.

## Storia

### Simboli
Lo stemma è stato adottato dal Comune nel 1981.
Quintino, martire del III secolo, è tradizionalmente rappresentato a mezzo busto con i chiodi del suo martirio piantati nelle spalle. Una reliquia del santo, patrono del luogo dal XV secolo, è conservata nella chiesa del paese; nella seconda partizione le armi dell'abbazia di Marchiennes, che fu proprietaria della zona dal VII secolo.

## Monumenti e luoghi d'interesse

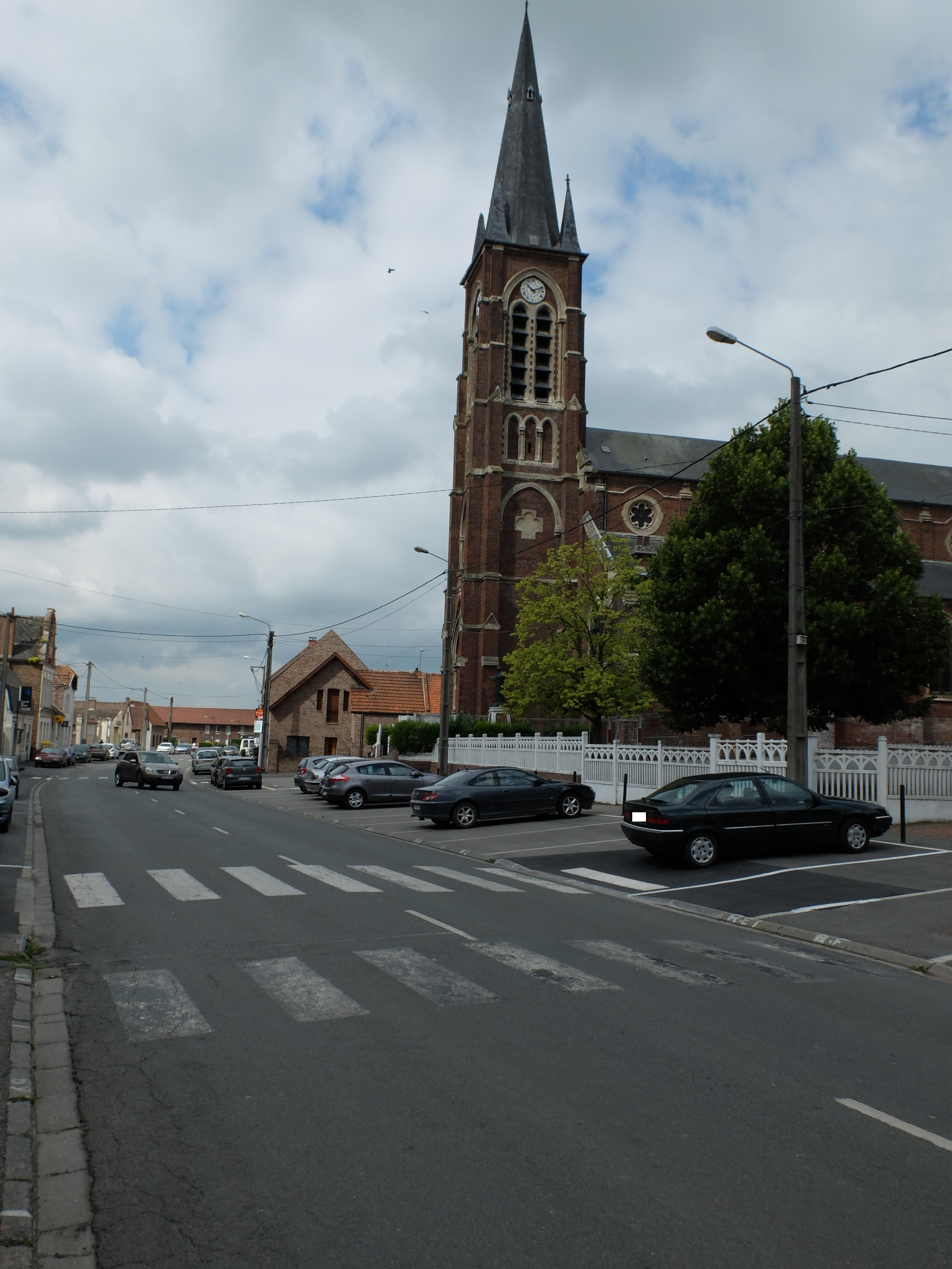
Chiesa di San Quintino in Rue Henri Barbusse

- Chiesa di San Quintino, trasformata in stile neogotico da Charles Leroy (1816–1879), l'architetto della cattedrale di Lilla.

## Società

### Evoluzione demografica
Abitanti censiti